# Дирижёр (фильм, 1979)
«Дирижёр» (пол. Dyrygent) — фильм режиссёра Анджея Вайды, снятый в 1979 году. Премьера состоялась 24 марта 1980 года.

## Сюжет
Известный дирижёр Джон Лясоцкий эмигрировал из Польши. После одного из концертов с ним знакомится молодая польская скрипачка Марта. Она очень похожа на свою мать, с которой у Лясоцкого был роман много лет назад.
Лясоцкий решает приехать на родину и дать концерт с местным симфоническим оркестром. Его руководитель, Адам — муж Марты. Репетиционный процесс показывает существенную разницу в подходах двух дирижёров. Обнажаются проблемы как в музыкальном коллективе, так и в семейных отношениях Марты.

## В ролях
- Джон Гилгуд — Джон Ласоцки
- Кристина Янда — Марта
- Анджей Северин — Адам Петрик, муж Марты
- Ян Цецерский — отец Марты
- Тадеуш Чеховский — пан Тадеуш, скрипач в оркестре
- Марек Домбровский — работник отдела культуры
- Юзеф Фрызлевич — воевода
- Януш Гайос — чиновник из Варшавы
- Станислав Гурка — контрабасист в оркестре
- Мэйвис Уокер — Лилиан, жена Ласоцкого
- Анна Лопатовская — Анна, скрипачка
- Мэри Энн Красински — подруга Марты в Нью-Йорке
- Войцех Высоцкий — Квятковский, скрипач в оркестре
- Мария Северин — Марыся, дочь Марты и Адама
- Станислав Затлока — пан Рысё, музыкант оркестра

## Съёмочная группа
- Сценарий: Анджей Киёвский
- Режиссёр: Анджей Вайда
- Оператор: Славомир Идзяк